# Adelino Batista
Adelino José Martins Batista, mais conhecido por Jordão (Malanje, 30 de agosto de 1971) é um ex-futebolista português nascido em Angola.
Começou sua carreira profissional no Estrela da Amadora, onde estava desde 1987, quando chegou do Real Massamá. Durante os 7 anos em que foi vinculado ao Estrela, foi emprestado para Campomaiorense e Leça, regressando aos Tricolores na temporada 1995-96, desta vez como peça importante do técnico Fernando Santos.
Suas atuações chamaram a atenção do Benfica, porém teve escassas oportunidades pelos Encarnados, tendo disputado apenas 6 partidas antes de ser contratado pelo Braga em janeiro de 1998. Em 2 temporadas representando os Minhotos, Jordão participou de 66 jogos e fez 2 gols.
Em agosto de 2000, foi contratado pelo West Bromwich Albion, que pagou 350 mil libras pelo volante. Em 3 anos de clube, Jordão entrou em campo 63 vezes (71 no total) e balançou as redes em 8 oportunidades (em 2002, entrou em campo na partida contra o Sheffield United, conhecida como a "Batalha de Bramall Lane"). Não jogou nenhuma vez pelo WBA na temporada seguinte, voltando ao Estrela da Amadora em janeiro de 2004, encerrando sua carreira em 2007 - em seu último ano de contrato, Jordão disputou apenas 4 partidas.

## Seleção Portuguesa
Jordão participou de apenas um jogo pela Seleção Portuguesa Sub-21, em 1992.

## Títulos
Estrela da Amadora
- Segunda Liga: 1 (1992–93)

Leça
- Segunda Liga: 1 (1994–95)